# Stylisma pickeringii
Stylisma pickeringii är en vindeväxtart som först beskrevs av John Torrey och Moses Ashley Curtis, och fick sitt nu gällande namn av Samuel Frederick Gray. Stylisma pickeringii ingår i släktet Stylisma och familjen vindeväxter. Utöver nominatformen finns också underarten S. p. pattersonii.

## Bildgalleri

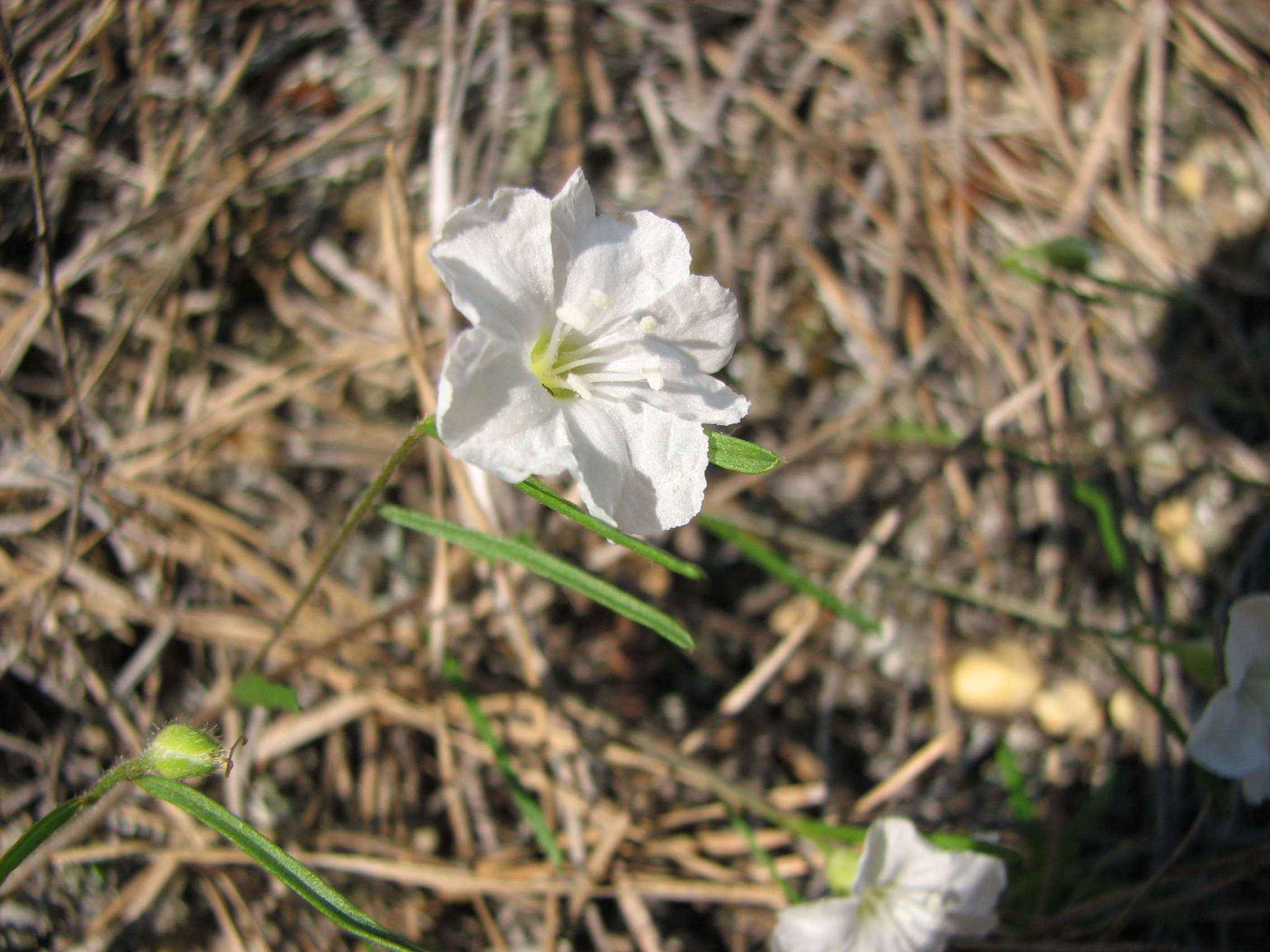